# Lochenice (železniční zastávka)
Lochenice jsou železniční zastávka nacházející se na trati Pardubice–Liberec, v obci Lochenice v okrese Hradec Králové.

## Popis
Zastávka byla otevřena v roce 1902. Zastávka je umístěna v blízkosti železničního přejezdu P5217, nedaleko potoka Olšovka. Na zastávce se nachází zděná budova poskytující cestujícím dostatečnou ochranu před nepřízní počasí, která zčásti slouží i jako obytný dům. Nástupiště je tvořeno zámkovou dlažbou i s vodicí linií a signálním pásem pro nevidomé. Je zde instalováno osvětlení. V zastávce se nenachází žádná informační tabule, ani další služby cestujícím.[ve zdroji nenalezeno]